# KjBJ 1–2
1907 wurden die Dampftriebwagen KjBJ 1–2 von der schwedischen Kjeflinge-Barsebäcks Järnvägs AB für die neu eröffnete Bahnstrecke Kävlinge–Barsebäckshamn beschafft.
Diese Dampftriebwagen wurden nach dem Bauprinzip Purrey von Arlöfs Mekaniska Verkstad & Waggonfabrik in Arlöv gebaut. Sie reichten aus, um den gesamten Personenverkehr auf der Strecke bis zur Übernahme durch Statens Järnvägar (SJ) zu bewältigen.

## Technische Ausstattung
Die Triebwagen hatten eine angetriebene Achse sowie zwei Laufachsen. Da nur ein Führerstand vorhanden war, mussten sie an den Endbahnhöfen mit einer Drehscheibe gedreht werden. Neben dem Fahrgastabteil 3. Klasse waren ein Postabteil und ein Gepäckabteil vorhanden.

## SJ X5/CF1
Als die Gesellschaft mit der Strecke und den Fahrzeugen nach langen Verhandlungen am 1. Mai 1927 von SJ übernommen wurde, änderten sich die Fahrzeugbezeichnungen. Die Baureihe wurde mit SJ X5/CF1 festgelegt, der Triebwagen KjBJ 1 erhielt die Nummer 402, der KjBJ 2 die Nummer 401.
Der Triebwagen X5/CF1 402 sollte ursprünglich in den Personenwagen C3h 2812 umgebaut werden. Er wurde 1930 abgestellt und 1932 in Malmö verschrottet.

## SJ Xå
Ab 1933 wurde der verbliebene Triebwagen im Vorgriff auf das Baureihenschema 1939/1940 als Xå 401 bezeichnet. Er wurde vor der offiziellen Einführung des Nummernsystems bereits 1937 ausgemustert und an die Helsingborg–Hässleholms Järnväg (HHJ) verkauft.

## HHJ Fm 133
Unklar ist, ob der Wagen bei der Helsingborg–Hässleholms Järnväg noch als Dampftriebwagen im Einsatz war. Er wurde zu einem zweiachsigen Gepäckwagen umgebaut.

## Weiterer Verbleib
Nach der Verstaatlichung der HHJ kam der Wagen 1940 wieder zur SJ und erhielt die Nummer EF3 611, 1943 wurde diese in EF3 8611 geändert. Ab 1955 wurde er als Dienstfahrzeug mit der Bezeichnung Tjv 647 in Nässjö geführt. 1969 bekam er als Werkstattwagen die Bezeichnung Qgv 945 0725. 1985 erfolgte die Verschrottung in Vislanda.